# FC Winterthur
Der FC Winterthur (FCW) ist ein Schweizer Fussballclub aus Winterthur im Kanton Zürich, der seit der Saison 2022/23 wieder in der Super League, der höchsten Liga, spielt.
In seiner Geschichte wurde der 1896 gegründete Verein dreimal Schweizer Meister (1906, 1908 und 1916/17). Nach dem Meisterschaftssieg 1908 nahm Winterthur an der Sir Thomas Lipton Trophy teil, einem der ersten internationalen Fussballclubturniere überhaupt und wurde dort im Final nach einem Sieg über Torino XI im Halbfinal vom West Auckland FC mit 0:2 geschlagen. In seiner letzten Blütezeit bestritt er zwei Ligacup-Finals (1972, 1973) und zwei Cup-Finals (1968: Niederlage gegen FC Lugano 1:2, 1975: Niederlage gegen FC Basel 1:2 n. V.). Zudem nahm der FCW fünfmal von 1970 bis 1975 am UEFA Intertoto Cup teil. Der FC Winterthur ist Anführer der ewigen Tabelle der Nationalliga B, die jedoch seit der Umbenennung in Challenge League 2003 nicht mehr weitergeführt wurde. 2022 schaffte der Verein nach 37-jähriger Abwesenheit seine Rückkehr in die höchste Schweizer Liga.

## Geschichte

### Gründungsphase (1896–1905)
Der FC Winterthur wurde am 18. April 1896 von 13 Gründungsmitgliedern, davon zwei Drittel Technikum-Studenten, in der Bierhalle Bavaria an der Wartstrasse 23 als Excelsior FC Winterthur gegründet. Im Mai erfolgte die Anmeldung des Vereins bei der Polizei und beim Technikum als Studentenverbindung. Noch im Juli des gleichen Jahres wurde der Verein in FC Winterthur umbenannt. Nochmals wenige Monate später erfolgte die Fusion mit dem Cercle Romand. Drei Jahre nach der Gründung trat der Verein dem Schweizerischen Fussballverband bei. Am regulären Liga-Spielbetrieb in der zweiten Kategorie nahm die Mannschaft seit Saisonbeginn 1898 teil. Im Jahr 1901 fusionierte der Verein mit dem FC Vereinigung Winterthur, dem Verein der Gymnasiasten. An derselben Versammlung wurde eine sogenannte «Entwelschung» des aus Mitgliedern von 11 Nationen zusammengesetzten FCW (in einer Festschrift des FC Winterthur war damals von «stark mit Romanen durchsetzten Verein» die Rede) durchgeführt, in dessen Folge laut Vereinschroniken des FC Winterthur die frankophonen Spieler selbstständig aus dem FC Winterthur austraten, um den mit dem FCW konkurrierenden FC Latin Winterthur zu gründen. Der Konkurrenzkampf mit dem FC Latin Winterthur wurde vom FCW offenbar schnell gewonnen, zumindest verschwand der Latin bald wieder aus den Chroniken des Schweizer Fussballs. Im September des gleichen Jahres wurde auf Initiative des Vereins der Ostschweizerische Fussballverband gegründet. Nach dieser durchzogenen Saison absolvierte der Verein am 19. Mai 1902 sein erstes internationales Freundschaftsspiel gegen den FC Alemannia Karlsruhe, das man mit 6:1 für sich entscheiden konnte. Offenbar vom sportlichen und auch finanziellen Erfolg des Spieles motiviert, meldete sich der Verein für die kommende Saison in der Serie A an, der damals höchsten Liga der Schweiz. In der Rückrunde der ersten Serie-A-Saison 1902/03 wurde man jedoch nach dem ersten Spiel gegen den FC Zürich wegen Einsatzes eines nicht qualifizierten Spielers disqualifiziert. Danach spielte der FCW nach einigen Spielerabgängen nochmals für zwei Saisons in der zweiten Liga und meldete sich für die Saison 1905/06 erneut für die höchste Spielklasse, die Serie A, an.

### Die ersten beiden Meistertitel (1905–1915)

Das Meisterteam von 1906

Das Meisterteam von 1908

Die Saison 1905/06 begann mit Niederlagen in allen Vorbereitungsspielen (damals «Cup-Spiele» genannt), wodurch die erste Saison wieder in der höchsten Spielklasse unter schlechten Vorzeichen stand. Jedoch verlief die Meisterschaft völlig gegenteilig: Mit nur einem Punktverlust durch ein Unentschieden in der Qualifikationsrunde machte der FCW die Überraschung komplett und gewann 1906 als Aufsteiger seinen ersten Meistertitel. Das Double gelang in der nächsten Saison nicht, die Mannschaft scheiterte als Erstplatzierte im Play-off-Spiel der Ostgruppe gegen die punktgleichen Young Fellows Zürich. In internationalen Spielen bis zur nächsten Saison gelang unter anderem ein Unentschieden gegen den DFC Prag und der süddeutsche Meister Karlsruher FV wurde auswärts 2:1 besiegt. In der darauffolgenden Saison errang die Mannschaft als überlegener Sieger der Ostgruppe im Finalspiel gegen die Young Boys Bern den zweiten Meistertitel. In der Saison 1908/09 gelang es beinahe den Meistertitel zu verteidigen. Die Mannschaft scheiterte jedoch diesmal am gleichen Gegner, den sie in der Saison vorher im Finalspiel besiegt hatte, mit 0:1. Im April 1908 konnte der Klub als amtierender Schweizer Meister an einem der ersten internationalen Turniere, der Thomas Lipton Trophy, teilnehmen und schaffte es dort nach einem 2:1-Sieg über Torino XI (zusammengesetzt aus Spielern von Juventus Turin und FC Torino) in den Final, wo man gegen West Auckland Town mit 0:2 verlor. Nach der Fusion mit dem FC Fortuna Winterthur 1909 war der FCW auch der mitgliederstärkste Fussballclub der Schweiz. 1910 wurde die Mannschaft Zweiter in der Ostgruppe und konnte so nicht an den Finalspielen teilnehmen. Ein Jahr später scheiterte der Verein, nachdem die Mannschaft in der Ostgruppe punktgleich mit dem FC Zürich auf dem ersten Platz lag, trotz des besseren Torverhältnisses im Play-off-Spiel mit 0:1 gegen die Zürcher. In den Saisons 1911/12, 1912/13 und 1913/14 spielte der Klub keine gewichtige Rolle mehr in der Meisterschaft.

### Zeit als Vereinigter FC Winterthur-Veltheim (1915–1928)
→ Hauptartikel zur Meistersaison: FC Winterthur/Saison 1916/17
Im August 1914 brach der Erste Weltkrieg aus, wodurch infolge der Mobilmachung auch die Winterthurer Fussballspieler in die Armee eingezogen wurden und für die erst verspätet beginnende Meisterschaft nur ein knapper Spielerbestand vorhanden war. Als Gegenmassnahme spannte man mit dem erst frisch in die NLA aufgestiegenen Winterthurer Quartierclub FC Veltheim zusammen und stellte in allen Serien gemeinsame Teams. Als Folge dieser Zusammenarbeit kam es am 30. August 1915 zur Fusion (1912 gab es bereits Fusionsverhandlungen, die jedoch zweimal an der Mitgliederversammlung des FC Veltheims gescheitert waren) und Umbenennung des Klub zu den Vereinigten FC Winterthur-Veltheim. Nachdem man in der Vereinigungssaison noch keinen Erfolg hatte, schaffte man es in der Saison 1915/16 erstmals wieder in die Finalrunde einzuziehen, wo man aber beim Kampf um den Meistertitel Cantonal Neuchâtel den Vorzug lassen musste. 1916 konnte sich die Mannschaft in der Finalrunde gegen den FC La Chaux-de-Fonds und YB durchsetzen und gewann somit 1917 den dritten Meistertitel. 1918 beendete man die Ostgruppe im Mittelfeld und konnte somit nicht um den Meistertitel mitkämpfen. 1919 schaffte man zum letzten Mal den Einzug in eine Finalrunde und musste sich dort zusammen mit Servette Genf abermals gegen den Cantonal Neuchâtel geschlagen geben. 1921 gelang nochmals ein 2. Platz in der Ostgruppe der Serie A. Dies war die letzte Finalrundenteilnahme. 1923, als der nach der Fusion neu gegründete SC Veltheim wieder den Aufstieg in die höchste Spielklasse schaffte, nahm der FCW wieder als FC Winterthur an der Meisterschaft teil. In diesen Jahren wurde Winterthur auch immer mehr zum Grossverein. So erfolgte 1920 die Gründung einer Leichtathletiksektion (jedoch 1927 von der Leichtathletiksektion des Stadtturnvereins übernommen) und 1923/24 wurde die Tennisabteilung des FC Winterthur ins Leben gerufen. 1928 wurde die Umbenennung in FC Winterthur auch noch in den Statuten nachvollzogen.

### Weniger erfolgreiche Zwischenzeit (1928–1967)
Ein Jahr nach der offiziellen Umbenennung in FC Winterthur kam infolge der Fusion mit dem Winterthurer Sportverein (ein Verein, der zwei Jahre zuvor aus der Fusion des alten FC Oberwinterthur und des alten FC Tössfeld entstanden ist) 1927 zu einer erneuten Umbenennung in Vereinigte Fussballclubs Winterthur, die offiziell bis zum 50-Jahr-Jubiläum 1946 Gültigkeit hatte. Jedoch nahm der FCW die ganze Zeit unter dem Namen FC Winterthur an der Meisterschaft teil. 1928/29 nahm erstmals eine Juniorenmannschaft des FCW an den offiziellen Juniorenmeisterschaften des SFV teil. 1931 stieg die 1. Mannschaft im Zuge der Schweizer Ligareform und der damit verbundenen Ligaverkleinerung in die 2. Liga (damals zweithöchste Liga) ab, die eine Saison später in 1. Liga umbenannt wurde. 1934/35 folgte ein Abstieg in die dritthöchste Liga. Daraufhin gelang dem Verein der sofortige Wiederaufstieg in die zweithöchste Spielklasse. 1939 stieg der Verein abermals in die Serie A, dazumals der Name der dritthöchsten Liga, ab. Dort verblieb man eine Zeit lang, wobei sich der Name 1943 im Zuge der Einführung der Nationalliga in 1. Liga wechselte. Erst 11 Jahre nach dem Abstieg in die dritthöchste Liga schaffte der Verein unter Spielertrainer Sepp Zürcher 1950 den Wiederaufstieg in die Nationalliga B. Nochmals sechs Jahre später, 1956, war die Mannschaft wieder in der höchsten Spielklasse vertreten. 1956 schaffte der Klub nach einem Vierteljahrhundert das erste Mal wieder den Aufstieg in die NLA. Im Jahr darauf kam es zu einer Neugliederung des Vereins und einer damit verbundenen Abtrennung der Tennisabteilung, die sich fortan Tennisclub FC Winterthur nannte. Das Verhältnis zum Mutterklub wurde noch bis Ende 1973 vertraglich geregelt, danach löste der FCW den Vertrag auf und der Tennisclub wurde ein Jahr später in TC Schützenwiese umbenannt. Die Mannschaft konnte sich bis 1958 in der NLA halten, um dann nach einer Saison in der zweithöchsten Liga gleich wieder aufzusteigen. 1959 resultierte ein guter 6. Platz in der höchstklassigen 14er-Liga. Jedoch stieg der FCW in der darauffolgenden Saison wieder ab. 1966/67 konnte der Klub nochmals für eine Saison an der NLA teilnehmen, stieg jedoch gleich wieder ab.

### Die letzte glorreiche Zeit des FCW (1967–1977)

Die Aufstiegsmannschaft der Saison 1967/68

In der Saison 1967/68 gelang der Mannschaft unter Trainer René Hüssy und mit Starspieler Timo Konietzka nicht nur der direkte Wiederaufstieg, sondern auch das erstmalige Erreichen des Schweizer Cupfinals, den die Mannschaft mit 1:2 gegen den FC Lugano verlor. Damit begann auch die letzte glorreiche Zeit des Vereins. Die Saison 1968/69 schloss man auf dem 11. Platz ab, 1969/70 wurde der 8. Platz belegt und der Club durfte erstmals am Intertoto-Cup, auch «Sommermeisterschaft» genannt, teilnehmen. 1971 resultierte ein 6. Platz. In der Saison 1971/72 reichte es nochmals für den 6. Platz und der Club schaffte den Vorstoss in den Liga-Cup-Final, wo man gegen den FC Basel mit 1:4 verlor. In den Jahren 1972–1975 nahm der Verein jeweils am IFC teil, für eine UEFA-Cup-Qualifikation reichte es jedoch nie. In der Saison 1972/73 stiess der FCW nochmals in den Ligacup-Final vor und verlor das Spiel im Elfmeterschiessen mit 2:2 (4:5 n. P.) gegen den Grasshopper Club Zürich. In der Saison 1973/74 erzielte der FCW mit dem 4. Platz sein bestes Ergebnis in dieser Phase, punktgleich mit dem Drittplatzierten und einen Punkt vom Zweitplatzierten entfernt. Nach dieser Saison nahmen die Leistungen in der Meisterschaft wieder ab: 1975 resultierte ein 8. Platz, 1976 gelang eine Platzierung auf Rang elf. Jedoch konnte die Mannschaft 1976 zum zweiten Mal in der Vereinsgeschichte in den Cupfinal vorstossen. Die Mannschaft unterlag nach Verlängerung mit 1:2 gegen den FC Basel. In der Saison 1976/77 wurde schliesslich die Liga auf 12 Mannschaften verkleinert und der FCW stieg als Letzter in die NLB ab – womit auch das letzte glorreiche Jahrzehnt des FCW vorüber war.

### Dauergast in der NLB (1977–2022)
Nach dem Abstieg in die NLB war der FCW bis auf wenige Ausnahmen in der zweithöchsten Liga vertreten. 1982/83 und 1984/85 spielte das Team nochmals zweimal für eine Saison in der NLA, konnte sich dort beide Male nicht halten. Danach verbrachte es über ein Jahrzehnt in der zweithöchsten Liga der Schweiz, bevor es in der Saison 1998/99 gar für eine Saison in die dritte Ligastufe (1. Liga) abstieg. Daraufhin gelang der Mannschaft jedoch der sofortige Wiederaufstieg in die zweithöchste Liga. In der Winterpause 2001 kam es schliesslich, in einer Phase, in der der FCW sich in der zweithöchsten Spielklasse auf den vorderen Tabellenplätzen etablierte, zum finanziellen Eklat. Es wurden Schulden von 2,5 Millionen Franken bekannt, der Trainingsstart zur Auf-/Abstiegsrunde um eine Woche verschoben, Spielergehälter halbiert und ein Sanierungsprogramm in die Wege geleitet. Während dieser Phase drohte dem Club der Konkurs und eine Zwangsrelegation, unter Umständen bis in die 5. Liga. Im April 2002 wurden vom Nachlassrichter noch 1,2 Millionen Franken Schulden festgestellt. Im Mai 2002 leistete der im September 2001 neugewählte Präsident Hannes W. Keller eine Bankgarantie über 1,5 Millionen Franken. Diese Bankgarantie erhöhte er später auf 1,8 Millionen Franken, womit dem FC Winterthur die NLB-Lizenz für die kommende Saison erteilt wurde. Damit konnte sich der FCW, im Gegensatz zu anderen Traditionsklubs wie dem FC Lugano, der komplett bankrottging, oder Lausanne-Sports und Servette Genf, die beide in die Amateurliga abgestuft wurden, noch im letzten Moment retten. In der darauffolgenden Saison 2002/03 blieb der FCW wegen der weiterhin prekären Situation in der NLB, weil es in dieser Saison wegen einer Ligenerweiterung keine Absteiger gab. In der Saison 2005/06 schaffte es der FC Winterthur in den Cup-Halbfinal. Durch eine 0:1-Niederlage gegen den FC Sion folgte das Ausscheiden aus dem Wettbewerb. Zum Viertelfinal in Genf gab es das erste Mal seit 31 Jahren wieder einen Extrazug. Im Jahr 2008 wurde der Profibetrieb gemäss den Vorschriften des Fussballverbands in eine neu gegründete Aktiengesellschaft übertragen. In der Saison 2011/12 erreichte der Klub erneut den Halbfinal des Schweizer Cups und schied dort gegen den FC Basel mit 1:2 aus, nachdem man zuvor den Brühl St. Gallen, FC St. Gallen (beide ChL) und BSC Young Boys (ASL) eliminiert hatte. Im Sommer 2015 trat überraschend der langjährige Präsident Hannes W. Keller zurück, was zur Folge hat, dass der Verein ab Sommer 2017 auf eine Defizitgarantie ihres Patrons verzichten musste. Ebenfalls erreichte der Verein in den Saisons 2016/17 sowie 2019/20 den Cup-Halbfinal, konnte jedoch jeweils nicht in den Final vorstossen. In der darauffolgenden Cupsaison 2019/20 gelang es Winterthur, dem FC Basel mit einem 6:2-Sieg die höchste Niederlage im 2001 neu erbauten St. Jakob-Park zuzufügen. 2019 übernahmen die Söhne des früheren Patrons definitiv das Ruder beim Verein und Mike Keller wurde neuer Präsident. Sie legten zusammen mit der Klubführung beim Verein auch vermehrt einen Fokus auf den sportlichen Erfolg und entliessen so beispielsweise in der Aufstiegssaison 2021/22 eher überraschend den bisherigen Trainer Ralf Loose, obwohl der Verein zu diesem Zeitpunkt sportlich keineswegs schlecht dastand.

### Wiederaufstieg in die Super League (seit 2022)
Am letzten Spieltag der Saison 2021/22 stieg der FCW auf dramatische Weise mit einem klaren 5:0-Auswärtssieg gegen den Letztplatzierten SC Kriens direkt auf. Die anderen Titelanwärter in der Challenge League verpassten den Direktaufstieg, so der FC Aarau mit einer 1:2-Heimniederlage gegen den FC Vaduz sowie der FC Schaffhausen in Lausanne trotz eines 2:1-Auswärtssiegs gegen den FC Stade Lausanne-Ouchy (Schaffhausen scheiterte dann in der Barrage gegen den FC Luzern). Der Fussballclub aus Winterthur, bekannt unter dem Spitznamen «Winti», blieb damit der einzige Aufsteiger und kehrte nach 37 Jahren in die höchste Schweizer Liga zurück.

## 1. Mannschaft
Stand: 30. Juli 2025

### Kader
| Nummer     | Spieler             | Geburtstag         | Nationalität        | Im Team seit | Letzter Verein    |     |     |
| Tor        | Tor                 | Tor                | Tor                 | Tor          | Tor               | Tor | Tor |
| ---------- | ------------------- | ------------------ | ------------------- | ------------ | ----------------- | --- | --- |
| 01         | Stefanos Kapino     | 18. März 1994      | Griechenland        | 2024         | Panetolikos       |     |     |
| 75         | Antonio Spagnoli    | 31. Mai 2005       | Schweiz Italien     | 2024         | FC Basel          |     |     |
| 30         | Noah Brogli         | 28. Mai 2008       | Schweiz             | 2025         | eigene Jugend     |     |     |
| Abwehr     |                     |                    |                     |              |                   |     |     |
| 05         | Lukas Mühl          | 27. Januar 1997    | Deutschland         | 2024         | Spezia Calcio     |     |     |
| 16         | Remo Arnold         | 17. Januar 1997    | Schweiz             | 2020         | FC Luzern         |     |     |
| 18         | Souleymane Diaby    | 8. Oktober 1999    | Elfenbeinküste      | 2021         | SC Gagnoa         |     |     |
| 21         | Loïc Lüthi          | 30. September 2003 | Schweiz             | 2023         | eigene Jugend     |     |     |
| 24         | Silvan Sidler       | 7. Juli 1998       | Schweiz             | 2023         | Arminia Bielefeld |     |     |
| 26         | Ledjan Sahitaj      | 12. Januar 2004    | Kosovo Schweiz      | 2024         | eigene Jugend     |     |     |
| 33         | Tibault Citherlet   | 5. März 2005       | Schweiz             | 2025         | eigene Jugend     |     |     |
| 36         | Thierry Diethelm    | 30. September 2006 | Schweiz             | 2025         | eigene Jugend     |     |     |
| 38         | Sambou Camara       | 20. April 2007     | Schweiz             | 2025         | eigene Jugend     |     |     |
|            | Marvin Martins      | 17. Februar 1995   | Luxemburg           | 2025         | Almere City       |     |     |
| Mittelfeld |                     |                    |                     |              |                   |     |     |
| 04         | Basil Stillhart     | 24. März 1994      | Schweiz             | 2023         | FC St. Gallen     |     |     |
| 06         | Randy Schneider     | 27. August 2001    | Philippinen Schweiz | 2023         | FC St. Gallen     |     |     |
| 07         | Luca Zuffi          | 27. März 1990      | Schweiz             | 2023         | FC Sion           |     |     |
| 8          | Théo Golliard       | 27. September 2002 | Schweiz             | 2025         | BSC Young Boys    |     |     |
| 19         | Dario Ulrich        | 12. März 1998      | Schweiz             | 2025         | FC Luzern         |     |     |
| 20         | Carmine Chiappetta  | 9. März 2003       | Schweiz             | 2023         | FC Basel          |     |     |
| 22         | Adrian Durrer       | 13. Juli 2001      | Schweiz             | 2024         | FC Lugano         |     |     |
| 27         | Fabian Rohner       | 17. August 1998    | Schweiz             | 2024         | FC Zürich         |     |     |
| 35         | Leandro Maksutaj    | 18. Juni 2007      | Kosovo Schweiz      | 2025         | eigene Jugend     |     |     |
| 37         | Elias Maluvunu      | 3. August 2004     | Schweiz             | 2024         | BSC Young Boys    |     |     |
| 44         | Stéphane Cueni      | 14. März 2001      | Kap Verde Schweiz   | 2025         | FC Wil            |     |     |
| 45         | Alexandre Jankewitz | 25. Dezember 2001  | Schweiz Kamerun     | 2024         | BSC Young Boys    |     |     |
| Angriff    |                     |                    |                     |              |                   |     |     |
| 09         | Roman Buess         | 21. September 1992 | Schweiz             | 2019         | Lausanne-Sport    |     |     |
| 17         | Andrin Hunziker     | 21. Februar 2003   | Schweiz             | 2025         | FC Basel          |     |     |
| 23         | Christian Gomis     | 9. August 2000     | Senegal Spanien     | 2024         | Stade Nyonnais    |     |     |
| 34         | Julius Holder       | 24. März 2005      | Schweiz Deutschland | 2025         | eigene Jugend     |     |     |
| 68         | Brian Beyer         | 15. Oktober 1996   | Frankreich          | 2025         | FC Biel-Bienne    |     |     |
| 99         | Nishan Burkart      | 31. Januar 2000    | Schweiz England     | 2022         | SC Freiburg II    |     |     |

### Transfers
| Zugänge            | Zugänge               | Zugänge             | Zugänge         |
| Name               | abgebender Verein     | Transferart         | Transferperiode |
| ------------------ | --------------------- | ------------------- | --------------- |
| Brian Beyer        | FC Biel-Bienne        | Transfer            | Sommer 2025     |
| Théo Golliard      | BSC Young Boys        | Transfer            | Sommer 2025     |
| Marvin Martins     | Almere City           | Transfer            | Sommer 2025     |
| Andrin Hunziker    | FC Basel              | Leihe               | Sommer 2025     |
| Noe Holenstein     | FC Schaffhausen       | Rückkehr nach Leihe | Sommer 2025     |
| Carmine Chiappetta | FC Schaffhausen       | Rückkehr nach Leihe | Sommer 2025     |
| Elias Maluvunu     | FC Schaffhausen       | Rückkehr nach Leihe | Sommer 2025     |
| Laurin Vögele      | SC Cham               | Rückkehr nach Leihe | Sommer 2025     |
| Antoine Baroan     | Ludogorez Rasgrad     | Rückkehr nach Leihe | Sommer 2025     |
| Noah Brogli        | eigene Jugend         |                     | Sommer 2025     |
| Abgänge            |                       |                     |                 |
| Name               | aufnehmender Verein   | Transferart         | Transferperiode |
| Josias Lukembila   | Paris FC              | Leihende            | Sommer 2025     |
| Labinot Bajrami    | FC Zürich             | Leihende            | Sommer 2025     |
| Albin Krasniqi     | FC Wacker Innsbruck   | Leihe               | Sommer 2025     |
| Markus Kuster      | Enosis Neon Paralimni |                     | Sommer 2025     |
| Granit Lekaj       | SC YF Juventus Zürich |                     | Sommer 2025     |
| Boubacar Fofana    | FC Sochaux            |                     | Sommer 2025     |
| Laurin Vögele      | SC Cham               |                     | Sommer 2025     |
| Noe Holenstein     | FC Schaffhausen       |                     | Sommer 2025     |
| Antoine Baroan     | Rapid Bukarest        |                     | Sommer 2025     |
| Tobias Schättin    | Anorthosis Famagusta  |                     | Sommer 2025     |
| Matteo Di Giusto   | FC Luzern             |                     | Sommer 2025     |
| Fabian Frei        |                       | Karriereende        | Sommer 2025     |

### Trainer- und Betreuerstab
Staff gemäss Angaben auf der Seite des FC Winterthur.
| Name            | Funktion          | Zeitraum      |
| --------------- | ----------------- | ------------- |
| Uli Forte       | Cheftrainer       | Januar 2025 – |
| Dario Zuffi     | Co-Trainer        | 2017 –        |
| Fabian Raue     | Co-Trainer        | Juli 2024 –   |
| Alex Kern       | Konditionstrainer | Juli 2023 –   |
| Philipp Bowald  | Torhütertrainer   | Juli 2024 –   |
| Benjamin Bubeck | Physiotherapeut   | April 2019 –  |
| Oliver Oehrle   | Physiotherapeut   | Januar 2023 – |
| Peter Egg       | Teambetreuer      |               |
| Carlo Cremonesi | Teambetreuer      | 2023 –        |
| Fabian Schaller | Teamarzt          | 2023 –        |

## Erfolge
- 3× Schweizer Meister (1906, 1908, 1917)
- 2× Schweizer-Cup-Finalist (1968, 1975)
- 2× Schweizer-Ligacup-Finalist (1972, 1973)
- 5× Teilnehmer am UEFA Intertoto Cup (1970–1975)

## Ewige Tabelle
Der FC Winterthur liegt derzeit auf dem 17. Rang der ewigen Tabelle der Super League und auf dem 1. Rang der ewigen Tabelle der Challenge League.

## Junioren
Der FCW wird in Partnerschaft mit dem FC Schaffhausen von der Swiss Football League (SFL) und vom SFV mit dem höchsten Ausbildungslabel ausgezeichnet.
Die U-21-Mannschaft des Vereins spielt in der 1. Liga Classic.

## Schützenwiese

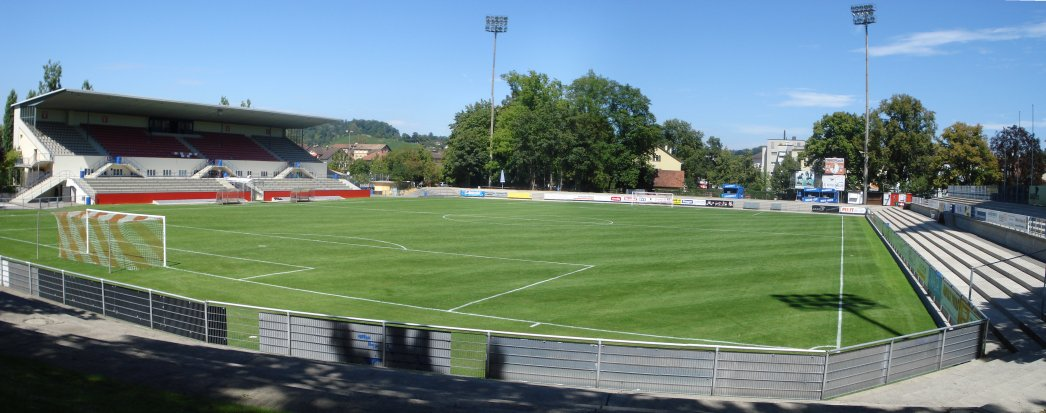
Blick von Süden (Gästesektor)

Der FCW spielt von jeher auf der Schützenwiese (Spielfeld: Naturrasen, 105 × 68 m). Diese fasst offiziell 8'700 Zuschauer. Die Anlage gehört seit den 1980er-Jahren der Stadt Winterthur, die damals das Geld für eine Renovierung lieferte. 2005 hat die Stadt die Verwaltung übernommen. Bis zu jenem Datum übte eine Genossenschaft diese Funktion aus, die 1957 das Geld für den Bau der heutigen Haupttribüne aufbrachte. Zur Anlage gehören fünf Neben-/Trainingsplätze, davon vier Naturrasenplätze und seit 2016 einen Kunstrasenplatz. Die Heimspielstätte liegt nur fünf Gehminuten vom Bahnhof entfernt. Daneben steht das für die ganze Stadt markante Sulzer-Hochhaus.

### Sportanlage Talgut
Die Junioren trainieren und bestreiten ihre Wettkämpfe auf der städtischen Sportanlage Talgut.

## Spieler, Trainer und Funktionäre

### Bekannte Spieler
In der folgenden Liste werden alle Spieler aufgeführt, die mehr als eine Saison beim FC Winterthur spielten und eines der folgenden Kriterien erfüllen:
- Sie sind im 2013 erschienenen Stickeralbum «Fussballhelden Winterthur Football Heroes» gelistet.
- Sie haben während ihrer Zeit beim FC Winterthur in der Nationalmannschaft gespielt.

| - Heinrich Bachmann (1907–09) - Robert Ballaman (1963/64) - Patrick Bengondo (2005–06; 2007–08; 2011–16) - Rolf Bollmann (1967–77) - Bruno Brizzi (1955–59) - Herbert Dimmeler (1964–1972) - Karl Elsener (1953/54; 1959–61) - Pius Fischbach (1973–1975) - Ugo Fontana (1919–22) - Gustav Gottenkieny (1906–13; 1918–20) - Kurt Grünig (1972–76) - Urs Güntensperger (1988–91) - Robert Huber (1999–2005) - Erich Hürzeler (2000–06) - Jean Kempf (1918–20) - Karl Koblet (mind. 1912&1916–1926) | - Harry Koch (1959–63) - Timo Konietzka (1967–71) - Karl Kuhn (mind. 1916–1919) - Hans Küng (1968–75) - Fritz Künzli (1973–1976) - Georges Lang (mind. 1906–09; 1910–?) - Joachim Löw (1992–94) - Max Meili (1964/65; 1967–75) - Bora Milutinović (1966/67) - Heinrich Müller (1904–11; 1912–17) - Eigil Nielsen (1971–1974) - Albert Neuweiler (mind. 1907–1910) - Manfred Odermatt (1959–74) - Moshe Ohayon (2006–2008) - Charles Pasche (1925/26) - Aldo Pastega (1950–54) | - Patrik Ramsauer (1989–95; 1996–2002) - Jacques Reich (mind. 1905/06–09/10) - Pascal Renfer (2001; 2004–06) - Uwe Rapolder (1981–1985) - Peter Risi (1972–1975) - Sepp Roth (1981–84; 1986–88) - Ernst Rutschmann (1967–71) - Kurt Scheller (1949–54; 1959–60) - Klaus Stürmer (1969–1971) - Adolf Tochtermann (1961–63) - Branislav Vukosavljević (1958–60; Spielertrainer) - Ernst Walter (mind. 1907/08–09/10) - Roger Wehrli (1975–77) - Hilmar Zigerlig (1966–72) - Dario Zuffi (1983–85; 1989–2000) |

Weitere Spieler sind in der Kategorie Fussballspieler (FC Winterthur) zu finden.

### Trainer
Nachfolgend findet sich eine Liste aller Trainer des FC Winterthur, basierend – ausser anders angegeben – auf der Webseite «FC Winterthur Archiv».
| - 1896–1897 Paul Heubi (Spielertrainer und Kapitän) - 1905–1906 E. Hohmann (Spielertrainer und Kapitän) - 1907–1908 Heinrich Müller (Spielertrainer und Kapitän) - 1916–1917 Heinrich Müller (Spielertrainer und Kapitän) - 1923–1924 Heinrich Müller / Ulrich Koblet - 1927–1928 Walter Lehmann - 1928–1929 Danny Shea - 1930–1931 Max Weiler - 1930–1932 Albert Daurù - 193200000 José Loquai - 1932–1933 Willy Wegmann (ad interim) - 1933–1936 Vilmos Zsigmond (Spielertrainer) - 193600000000 Samay (ad interim) - 1936–1937 Karl Hegnauer - 193700000 Willy Wolf - 193700000 Max Noldin - 193700000 Milorard Ognajov - 193800000 Josef Haist - 194000000 Jiří Sobotka (Spielertrainer) - 1942–1944 Max Barras - 1944–1946 Werner Weiermann - 1946–1947 Friedrich Maylaender - 194600000 Willi Karcher (Spielertrainer, ad interim) - 194600000 Max Barras (ad interim) - 1946–1948 Rudolf Soutschek - 1948–1949 Rudolf Brönnimann / Willi Karcher | - 194900000 Rudolf Brönnimann - 1949–1950 Josef Zürcher - 1950–1951 Walter Kägi - 1952–1958 Josef Lachermeier - 1958–1960 Branislav Vukosavljević - 1960–1961 Werner Voigt - 1961–1963 Willi Macho - 1963–1970 René Hüssy - 1970–1975 Willy Sommer - 197500000 Rainer Ohlhauser (Spielertrainer) - 197600000 Werner Schley - 1976–1977 Helmut Kosmehl - 1977–1978 Manfred Odermatt - 1978–1980 Bert Theunissen - 1980–1984 Adolf Noventa - 1984–1986 Ivan Kodric - 1986–1988 Ernst Rutschmann - 1988–1989 Otto Luttrop - 1989–1990 Alfons Bosco - 1990–1991 Kurt Scheller (ad interim) - 199000000 Bruno Gabrieli - 1991–1992 Charly In-Albon - 1992–1994 Wolfgang Frank - 1994–1995 Pierre-Albert Chapuisat - 1995–1997 Martin Andermatt - 1997–1998 Juan Carlos Bernegger | - 199800000 Heinz Bigler - 199800000 Aurelio Coduti (ad interim) - 1998–2000 Peter Knäbel - 2000–2001 Martin Rueda - 200100000 Walter Grüter - 200100000 René Weiler (ad interim) - 200100000 Urs Schönenberger - 200200000 René Weiler (ad interim) - 2002–2003 Ivan Koritschan - 200300000 Yannick Schwéry - 200300000 Hans-Joachim Weller / René Weiler (ad interim) - 2003–2004 Giovanni Dellacasa - 2004–2009 Matthias Walther - 2009–2014 Boro Kuzmanovic - 2014–2015 Jürgen Seeberger - 201500000 Umberto Romano / Dario Zuffi (ad interim) - 2016–2017 Sven Christ - 201700000 Umberto Romano - 201800000 Livio Bordoli - 2018–2021 Ralf Loose - 202100000 Dario Zuffi / Davide Callà (ad interim) - 2021–2022 Alex Frei - 2022–2023 Bruno Berner - 2023–2024 Patrick Rahmen - 202400000 Ognjen Zaric - 2025– Uli Forte |

### Präsidenten
Nachfolgend findet sich eine Liste aller Präsidenten des FC Winterthur, basierend auf der Webseite «FC Winterthur Archiv». Von 1926 bis 1946 gab es jeweils einen Zentralpräsidenten für den gesamten Verein, der neben dem Präsidenten der Fussballsektion amtierte. Zuerst wird in diesen Jahren jeweils der Zentralpräsident aufgeführt.
| - 189600000 E. Köpplin - 1896–1897 Emil Bindschedler - 1897–1898 Arthur M. Ryley - 1897–1898 Paul Ilg - 189800000 Max Arbenz - 189800000 Hans Studer - 1899–1900 Hans Mettler - 1900–1902 Emil Rutishauser - 190200000 Harry Wise - 190200000 Rud. Heinrichs - 190200000 G. König (ad interim) - 1902–1903 Eugen Diener - 1903–1904 Emil Frauenfelder - 190400000 Hans Rietmann - 190400000 David Witzig - 1904–1906 Hans Sporrer - 1906–1907 Hans Bär - 1907–1909 Georges Lang - 1909–1910 Jules Schwarz - 191000000 Hans Bär - 1910–1911 Carl Dalber | - 1911–1912 Fritz Frauenfelder - 1912–1913 Eugen Schuler - 1913–1916 Heinrich Müller - 1916–1918 Carl Ommerli - 1918–1919 Hans Koblet - 1919–1921 Carl Bürgi - 1921–1924 Heinrich Müller - 1924–1925 Hans Spahni - 1925–1926 Carl Egli - 1926–1927 Hans Koblet / Hans Kramer - 1927–1928 Heinrich Müller / Karl Egli - 1928–1929 Carl Ommerli / Ernst Arbenz - 1929–1930 Carl Ommerli / Hans Koblet - 1930–1932 Hermann Büeler / Louis Daurù - 1932–1932 Hermann Büeler / Carl Arbenz - 1934–1935 Hans Baer / Carl Arbenz - 1935–1936 Hans Spahni / Theodor Schällebaum - 1936–1937 Hans Spahni / Ernst Arbenz - 1937–1939 Hans Spahni / Hans Spahni - 1939–1944 Hermann Büeler / Emil Keller - 1944–1945 Hermann Büeler / Hans Huber | - 1945–1946 Hermann Büeler / Emil Keller - 1946–1947 Peter Stierlin / Adolf Häberli - 1948–1949 F. Minder - 1949–1950 Hermann Büeler - 1950–1955 Hans Koblet - 1955–1958 Alvaro Frick - 1958–1971 Hans Wellauer - 1971–1975 Urs Nägeli - 1975–1976 Albert Frisch - 1976–1984 Georges Hardmeier - 1984–1987 Viktor Frank - 1987–1990 Urs Beugger - 1990–1994 Hans-Ueli Bühler - 1994–1998 Otto Niederhauser - 1998–1999 Heinrich Schifferle (ad interim) - 1999–2000 vakant - 2000–2001 Fredy Fehr - 2001–2015 Hannes W. Keller - 2015–2018 vakant - seit 2018 Mike Keller |